# Parti radical-libéral
Ne doit pas être confondu avec le Parti libéral-radical, parti politique suisse.
Le Parti radical-libéral (en luxembourgeois : Radikal-Liberal Partei) est un ancien parti politique libéral luxembourgeois créé en 1932 et disparu en 1945. Il est le successeur indirect de la ligue libérale et l'ancêtre direct de l'actuel parti démocratique.

## Histoire
Le parti naît en 1932 de la fusion du parti radical-socialiste, des Libéraux de gauche et du parti radical. Le premier est le principal groupe né de la dislocation de la ligue libérale, tandis que le Parti radical s'est séparé des radicaux-socialistes en 1928.
Lors de leur première élection, les élections partielles tenues en 1934, le parti a remporte 3 sièges à la Chambre des députés, puis cinq aux élections de 1937.
Le parti a été membre du gouvernement luxembourgeois de 1932 à 1938, associé au Parti de la droite, qui dominait la politique de l'entre-deux-guerres. Le parti radical-libéral a continué d'exister jusqu'au réalignement politique provoqué par l'occupation allemande pendant la seconde guerre mondiale et laisse sa place le 2 juin 1945 à l'actuel parti démocratique.
Les principaux membres du parti étaient Nicolas Braunshausen, Gaston Diderich, Norbert Dumont et Étienne Schmit.

## Résultats électoraux
| Année | Voix    | %    | Rang | Sièges |
| ----- | ------- | ---- | ---- | ------ |
| 1934  | 141 695 | 10,3 | 4e   | 7 / 54 |
| 1937  | 99 029  | 9,5  | 4e   | 5 / 55 |